# La Crucifixion (Cranach, Colmar)
Pour les articles homonymes, voir Crucifixion (homonymie).
La Crucifixion est un tableau réalisé par le peintre allemand Lucas Cranach l'Ancien vers 1515. Cette huile sur bois de tilleul est une peinture chrétienne qui représente la Crucifixion de Jésus-Christ avec Marie, Marie Madeleine et Jean debout les mains jointes à côté de la Sainte Croix. Acquise en 1992, l'œuvre est conservée au musée Unterlinden, à Colmar, en France.